# Pomo central
Le pomo central  est une langue pomo parlée aux États-Unis, dans le Nord de la Californie, près du Clear Lake. La langue est quasiment éteinte.